# Saints & Sinners
Saints & Sinners – piąty album muzyczny grupy rockowej Whitesnake wydany w listopadzie 1982 roku. Nagrany w okresie rozpadu zespołu w związku ze skomplikowaną sytuacją rodzinną i zawodową lidera, Davida Coverdale'a. Przez wiele lat trwały spekulacje fanów dotyczące tego albumu, a wiążące się z osobą perkusisty. Nie było dokładnie wiadomo kto zarejestrował partie perkusji podczas sesji: czy Ian Paice czy Cozy Powell. Dopiero w późnych latach 90. podczas jednego z wywiadów David Coverdale potwierdził, iż w rzeczywistości był to Ian Paice.
W grudniu 1982, po sprzedaży w Wielkiej Brytanii ponad 60 tys. egzemplarzy, nagrania uzyskały certyfikat srebrnej płyty.

## Lista utworów
1. „Young Blood” (David Coverdale, Bernie Marsden) – 3:30
2. „Rough an' Ready” (Coverdale, Micky Moody) – 2:52
3. „Bloody Luxury” (Coverdale) – 3:23
4. „Victim of Love” (Coverdale) – 3:33
5. „Crying in the Rain” (Coverdale) – 5:59
6. „Here I Go Again” (Coverdale, Marsden) – 5:08
7. „Love an' Affection” (Coverdale, Moody) – 3:09
8. „Rock an' Roll Angels” (Coverdale, Moody) – 4:07
9. „Dancing Girls” (Coverdale) – 3:10
10. „Saints an' Sinners” (Coverdale, Moody, Marsden, Neil Murray, Jon Lord, Ian Paice) – 4:23

## Twórcy
- David Coverdale – wokal
- Micky Moody – gitara
- Bernie Marsden – gitara
- Mel Galley – gitara
- Neil Murray – bas
- Jon Lord – keyboard
- Ian Paice – perkusja